# Star of Life

Star of Life

Der Star of Life, Stern des Lebens, ist ein Zeichen für Einrichtungen des Rettungsdienstes. Er ist in mehreren Staaten als Warenzeichen geschützt. Er besteht aus einem aus drei Balken gebildeten Kreuz oder Stern in blauer Farbe auf weißem Hintergrund, in der Mitte befindet sich ein Äskulapstab in weißer Farbe.

## Geschichte
Der Star of Life wurde 1973 von Leo R. Schwartz für die US-amerikanische National Highway Traffic Safety Administration entwickelt, deren Rettungsdienstabteilung er zu der Zeit leitete. Grund dafür war eine Beschwerde des US-amerikanischen Roten Kreuzes, welches seine Rechte durch die bisherige Verwendung eines orangefarbenen Kreuzes auf allen Rettungsmitteln beeinträchtigt sah. Am 1. Februar 1977 wurde der Star of Life durch die American Medical Association als geschütztes Warenzeichen eingetragen.

## Situation in Deutschland
In Deutschland ist der Star of Life vom Bundesverband eigenständiger Rettungsdienste und Katastrophenschutz (BKS) e. V., ehemals Bundesverband eigenständiger Rettungsdienste e. V., unter den Registernummern 2032229 und 2103438 als Kollektivmarke geschützt. Er darf daher nur von Organisationen benutzt werden, die Mitglied in diesem Verband sind.
Der BKS geht gegen die Verletzung seiner Markenrechte vor.

## Situation in der Schweiz

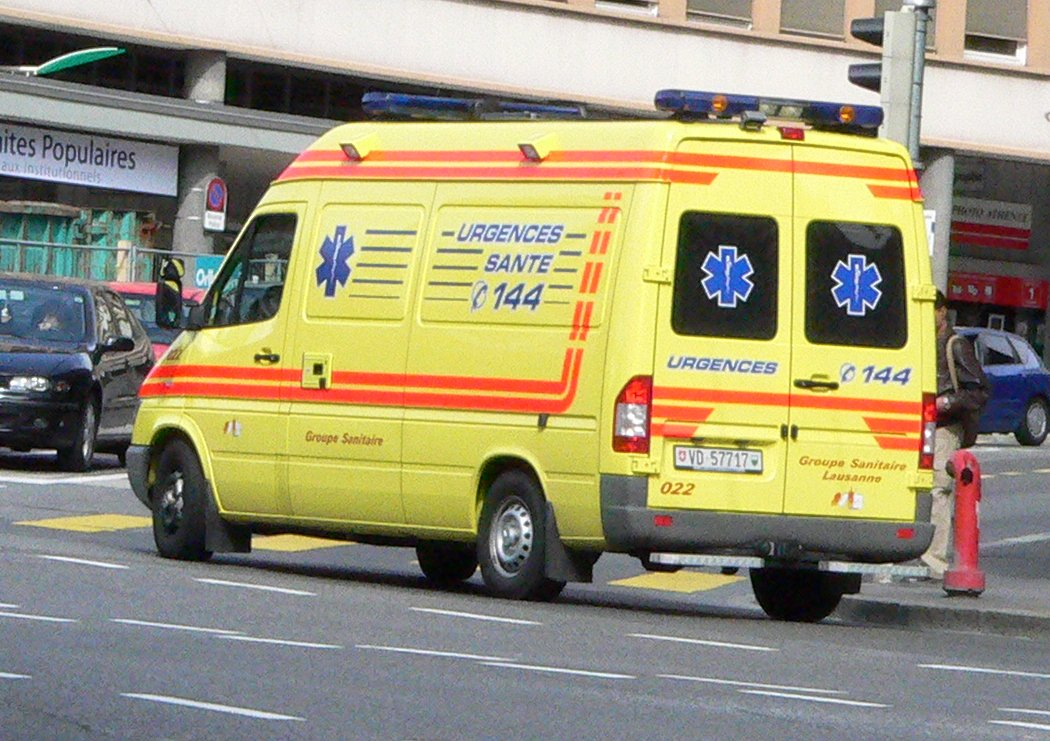
Schweizer Rettungswagen mit dem Star of Life

In der Schweiz wurde in den späten 1980er Jahren das Rote-Kreuz-Emblem durch den Star of Life an allen Rettungsfahrzeugen ersetzt. Die Vereinigung Rettungssanitäter Schweiz (VRS) hatte sich den Star of Life 2007 als Marke eingetragen, sie 2021 aber wieder löschen lassen.

## Erkennbarkeit von Krankenkraftwagen
Mit der DIN EN 1789:2007 (Ersatz für DIN EN 1789:2003-08) wurde im (informativen) Anhang A der Star of Life (Mindestgröße 500 mm) alternativ zu den Symbolen der Rot-Kreuz-Gemeinschaften zusammen mit reflektierenden Buchstaben, Zahlen oder Symbolen zur Identifizierung des Fahrzeugs auf dem Dach (vgl. dazu für Deutschland die DIN 14035:1981-11 zur Dachbeschriftung mit dem Kfz-Kennzeichen) vorgeschlagen. Ebenfalls soll an diesen Fahrzeugen danach an den Seiten und am Heck das entsprechende Zeichen (Rot-Kreuz-Gemeinschaft bzw. Star of Life) zusammen mit dem Wort „Ambulance“ (oder dessen nationale Übersetzung) verwendet werden. Die Norm schlägt jedoch nur dann den Star of Life auf Krankenkraftwagen vor, soweit kein nationales Recht dadurch tangiert wird. In Deutschland ist dies jedoch durch den Markenschutz des BKS der Fall.